# Basilius Alting
Basilius Alting (* 17. November 1572 in Heidelberg; † 5. November 1637 in Emden) war Sohn des Pastors Menso Alting, einer der bedeutendsten Persönlichkeiten aus Emdens Geschichte.

## Leben
Im Alter von 17 Jahren trat er bei J. Langelerius, der mit seinem Vater befreundet war, in La Rochelle in Frankreich in die Lehre um sich in dem mit Arzneimitteln Handel treibenden Hause (pharmacopolium) gründlich auf seinen Beruf vorzubereiten. Nach seiner Ausbildung kehrte er nach Emden zurück und eröffnete 1598 im Südflügel des Rathauses eine Apotheke, die als „Adler-Apotheke“ bis 1780 bestand.
Alting hatte große Verdienste in der Kommunalpolitik Emdens. Er wurde 1610 Mitglied des Vierzigerkollegiums und wirkte 1619–1621 als dessen Präsident. In diesem Jahr wurde er zum Ratsherren gewählt. Seit 1616 war er im Amt des Kirchenältesten der Gemeinde tätig, seit 1628 mehrmals Niedergerichtsherr, 1629 Ratsrentmeister und außerdem seit 1615 Hauptmann der Bürgerkompanie. Er war ein wohlhabender Mann und besaß Anteile an einer Schiffsreederei.
Am 20. Mai 1604 heiratete er Anna Fijtken und bekam mit ihr zusammen am 16. November 1606 einen Sohn, Gerhardus Alting.